# 리케 스코우
리케 에르하르센 스코우(덴마크어: Rikke Erhardsen Skov, 1980년 9월 7일~)는 덴마크의 전직 핸드볼 선수로 포지션은 레프트백이다. 1998년부터 2016년까지 덴마크 여자 리그의 비보르 HK 소속으로 뛰었으며 2004년 하계 올림픽에서 금메달을 획득했다.